# (7995) Хворостовский
(7995) Хворостовский (лат. Khvorostovsky) — типичный астероид главного пояса, открыт 4 августа 1983 года советским астрономом Людмилой Карачкиной в Крымской астрофизической обсерватории и 8 августа 1998 года назван в честь советского и российского оперного певца Дмитрия Хворостовского.

## Обнаружение и именование
(7995) Хворостовский
Открыт 4 августа 1983 года в Крымской астрофизической обсерватории Л. Г. Карачкиной.
Назван в честь выдающегося русского баритона, народного артиста России Дмитрия Александровича Хворостовского (р. 1962). Его обширный оперный и камерный репертуар включает в себя как русскую, так и мировую музыку. Ему посвящено последнее сочинение Г. Свиридова (смотрите цитату к малой планете (4075)) — поэма "Петербург". Название предложено Г. Свиридовым и поддержано первооткрывателем.
Оригинальный текст (англ.)7995 Khvorostovsky
Discovered 1983 Aug. 4 by L. G. Karachkina at the Crimean Astrophysical Observatory.
Named in honor of the outstanding Russian baritone Dmitrij Aleksandrovich Khvorostovsky (b. 1962), a people's artist of Russia. His extensive opera and chamber repertoire includes both Russian and world music. The last composition of G. Sviridov {see planet (4075)}, the poem ‘Petersburg’, is dedicated to him. Name proposed by G. Sviridov and supported by the discoverer.
Источники: 19980808/MPCPages.arc; M.P.C. 32349.

## Орбита

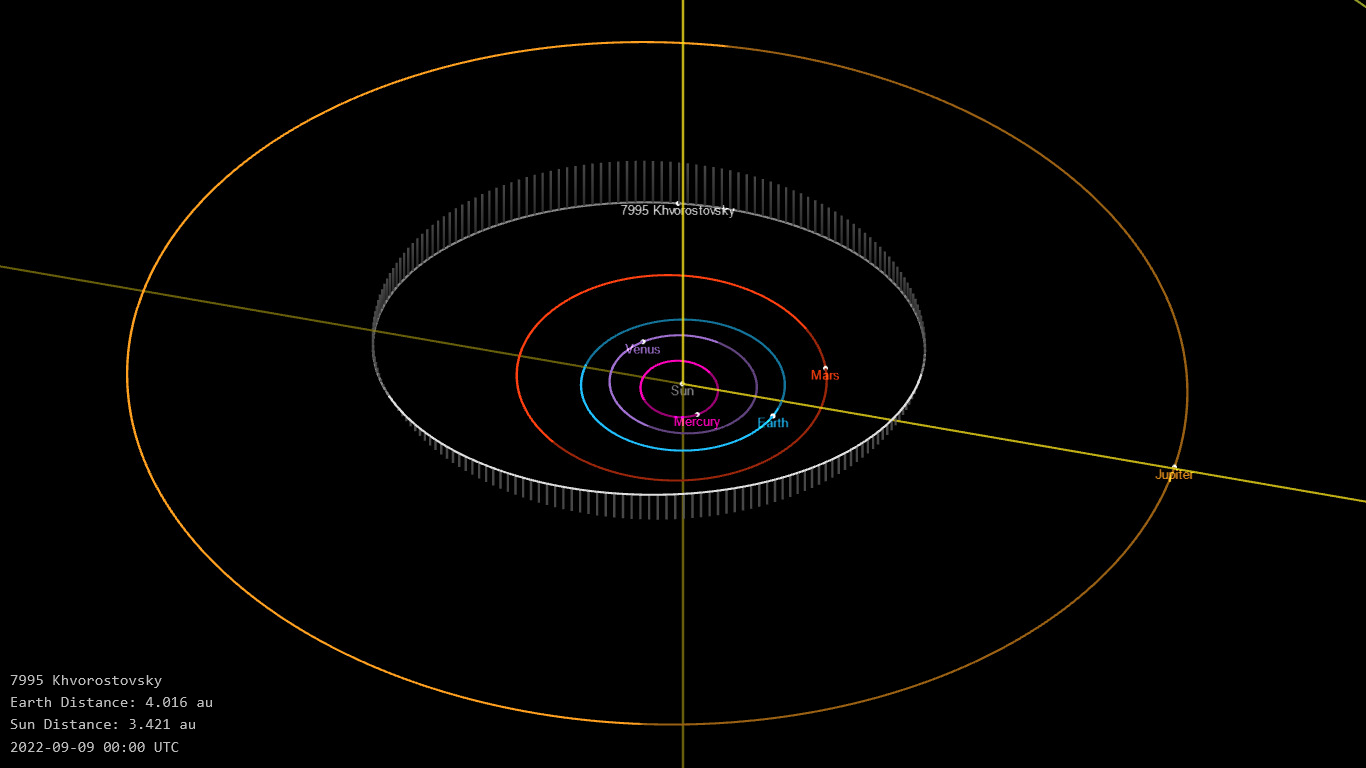
Орбита астероида Хворостовский и его положение в Солнечной системе

## Физические характеристики
Из наблюдений телескопа VISTA следует, что астероид относится к таксономическому классу U.
По результатам наблюдений в видимом и ближнем инфракрасном диапазоне космического телескопа NEOWISE и наблюдений в инфракрасном диапазоне спутника Akari диаметр астероида оценивался равным 7,537±0,194 км и 7,04±0,62 км. Согласно тем же источникам альбедо оценивается как 0,1238±0,0146, 0,142±0,026 и 0,124±0,015.